# Ricardo Álvarez
Ricardo Gabriel Álvarez (* 12. April 1988 in Buenos Aires) ist ein argentinisch-italienischer ehemaliger Fußballspieler. Seine bevorzugte Position war das offensive Mittelfeld.

## Vereinskarriere
Álvarez spielte in der Jugend für die Caballito Juniors, den Club Parque, die Boca Juniors und Vélez Sársfield, wo er seit Januar 2008 zum Profikader gehört. Am 8. Juni 2008 debütierte er in der Premiera Division, als er beim Spiel gegen CA Independiente eingewechselt wurde. Mit Vélez Sársfield gewann er 2009 und 2011 die Clausura-Meisterschaft.
Im Sommer 2011 wechselte Álvarez, an dem auch Arsenal London und die AS Rom interessiert waren, zum italienischen Spitzenklub Inter Mailand. Die Mailänder bezahlten für den 23-jährigen offensiven Mittelfeldspieler, der in Südamerika „Kaká von Velez“ genannt wird, rund zwölf Millionen Euro, eine Summe, die sich vertraglich nach 80 Pflichtspieleinsätzen um eine weitere Million Euro erhöhte. Sein Pflichtspieldebüt für die Nerazzurri gab er am 6. August 2011 gegen die AC Mailand im Spiel um den italienischen Supercup, das mit 1:2 verloren ging. Nach anfänglichen Schwierigkeiten, sich in das Spiel der Mailänder einzubringen, und diverser Verletzungen steigerte sich Alvarez und ist seit Ende der Saison 2012/13 Stammspieler der Nerazzurri.
Zur Saison 2014/15 wurde Alvarez an den Premier-League-Verein AFC Sunderland ausgeliehen. Am 4. Januar 2016 wurde Alvarez vom Serie-A-Verein Sampdoria Genua gekauft.

## Nationalmannschaft
Am 2. September 2011 gab Álvarez in einem Freundschaftsspiel gegen Venezuela sein Debüt in der argentinischen Fußballnationalmannschaft. Das Spiel endete mit einem 1:0-Sieg für die Albiceleste.

## Erfolge
- Vizeweltmeister: 2014